# Don’t Look Down
Don’t Look Down (englisch für „Schau’ nicht nach unten“) ist das zweite Studioalbum der US-amerikanischen Sängerin Skylar Grey. Es erschien am 9. Juli 2013 über die Labels KIDinaKORNER und Interscope Records als Standard- und Target-Deluxe-Edition, inklusive zwei Bonussongs.

## Vorgeschichte
Das Album sollte ursprünglich Invinsible heißen und bereits im Jahr 2011 erscheinen. Eine dazugehörige Single mit dem Titel Invisible erschien am 9. August 2011 und erreichte in den deutschen Charts Platz 86. Skylar Grey verwarf jedoch einen Teil der bereits aufgenommenen Songs, änderte Albumtitel und -konzept und verschob die Erscheinung des Tonträgers.

## Produktion
Bei Don’t Look Down fungierten Skylar Greys Labelchef Alex da Kid und der Rapper Eminem als Ausführende Produzenten. Außerdem wurden einige Beats von J. R. Rotem, Jayson DeZuzio, Ill Factor, Mike Del Rio und Skylar Grey selbst produziert.

## Covergestaltung
Das Albumcover zeigt Skylar Grey in einer Küche stehend, dem Betrachter den Rücken zugewandt. Sie stützt sich mit den Händen auf Herd und Geschirrspüler ab und sieht nach unten. Vor ihr liegt eine blutverschmierte Axt.

## Gastbeiträge
Auf drei der zwölf Lieder des Albums befinden sich Gastauftritte anderer Künstler. So ist der Rapper Eminem bei dem Song C’mon Let Me Ride zu hören und die Rapperin Angel Haze tritt auf dem Titel Shit, Man! in Erscheinung. Der Track Back from the Dead ist eine Kollaboration mit dem Rapper Big Sean und dem Schlagzeuger Travis Barker.

## Titelliste
| Professionelle Bewertungen | Professionelle Bewertungen |
| -------------------------- | -------------------------- |
| Kritiken                   |                            |
| Quelle                     | Bewertung                  |
| Rolling Stone              | [ 4 ]                      |
| allmusic                   | [ 5 ]                      |

| #       | Titel                           | Gastbeiträge               | Produzent                                             | Länge |
| ------- | ------------------------------- | -------------------------- | ----------------------------------------------------- | ----- |
| 1       | Back from the Dead              | Big Sean und Travis Barker | J. R. Rotem und Ross Golan (Co)                       | 4:22  |
| 2       | Final Warning                   |                            | Alex da Kid                                           | 3:40  |
| 3       | Wear Me Out                     |                            | J. R. Rotem                                           | 3:28  |
| 4       | Religion                        |                            | J. R. Rotem und Illfactor                             | 3:08  |
| 5       | C’mon Let Me Ride               | Eminem                     | Alex da Kid                                           | 3:38  |
| 6 (*)   | Weirdo                          |                            | Alex da Kid                                           | 2:37  |
| 7 (**)  | Love the Way You Lie (Part III) |                            | Skylar Grey                                           | 4:11  |
| 8       | Sunshine                        |                            | Alex da Kid, Jayson DeZuzio und Skylar Grey (Co)      | 3:45  |
| 9       | Pulse                           |                            | J. R. Rotem, Jayson DeZuzio (Co) und Skylar Grey (Co) | 3:38  |
| 10      | Glow in the Dark                |                            | Alex da Kid, Mike Del Rio und Jayson DeZuzio          | 3:44  |
| 11 (*)  | Beautiful Nightmare             |                            | Alex da Kid                                           | 3:29  |
| 12      | Shit, Man!                      | Angel Haze                 | Alex da Kid und Jayson DeZuzio                        | 3:25  |
| 13      | Clear Blue Sky                  |                            | Alex da Kid                                           | 3:49  |
| 14      | Tower (Don’t Look Down)         |                            | Alex da Kid                                           | 4:00  |
| 15 (**) | Ticking Time Bomb               |                            | Alex da Kid                                           | 4:14  |
| 16      | White Suburban                  |                            | Skylar Grey                                           | 4:41  |

(*) Die Lieder Weirdo und Beautiful Nightmare sind nur auf der Target-Deluxe-Edition enthalten.
(**) Die Lieder Love The Way You Lie Part III und Ticking Time Bomb sind nur auf der iTunes-Store-Edition enthalten.

## Chartplatzierungen und Singles
Das Album stieg auf Platz 8 in die US-amerikanischen Charts ein und hielt sich drei Wochen in den Top 200.
Die erste Single C’mon Let Me Ride, auf der auch der Rapper Eminem vertreten ist, wurde bereits am 11. Dezember 2012 zum Download veröffentlicht. Am 16. April und 4. Juni 2013 folgten die digitalen Singles Final Warning und Wear Me Out. Am 2. Juli 2013 wurde außerdem das Lied White Suburban vorab veröffentlicht. Zu allen vier Songs erschienen auch Musikvideos, jedoch konnte sich kein Titel in den deutschen oder US-amerikanischen Charts platzieren. Am 30. September 2013 wurde außerdem ein Video zum Song Back from the Dead veröffentlicht.